# Eurobahn ET7
De ET 7 is een vijfdelig elektrisch treinstel van het type Stadler FLIRT voor het regionaal personenvervoer van de Duitse spoorwegonderneming eurobahn.

## Geschiedenis
Het treinstel werd in 2008 besteld voor het regionaal personenvervoer op de oost-west as van het Ruhrgebied.
De eurobahn huurde wegens een ontbrekende toelating voor de nieuwe treinen voor het traject tussen Venlo en Mönchengladbach een tweetal duw-en trektreinen van de Deutsche Bahn (DB). Hierbij moest voor de richting Düsseldorf in Mönchengladbach worden overgestapt. Sinds 22 juli 2010 werden voor het eerst door ProRail toegelaten treinen van het type ET 6 ingezet. Ook hierbij moet voor de richting Düsseldorf in Mönchengladbach worden overgestapt. ProRail heeft toestemming verstrekt voor gebruik per 12 december 2010 van dit type treinen tussen Venlo en Hamm. Hierdoor hoeft in Mönchengladbach niet overgestapt te worden.

## Constructie en techniek
Het treinstel is opgebouwd uit een aluminium frame en is uitgerust met luchtvering. Er kunnen tot vier eenheden gekoppeld worden.

### Nummers
De treinen zijn door eurobahn als volgt genummerd:
| Lijst van de ET 7 |          |                                                 |             |
| Nummer            | Eigenaar | UIC nummer                                      | Opmerkingen |
| ET 7.01 ET 7.14   | Eurobahn | 94 80 04 29 006-0 D-ERB 94 80 04 29 019-3 D-ERB |             |

## Treindiensten
De treinen van de eurobahn worden vanaf 13 december 2009 tot december 2025 ingezet op de volgende trajecten:
- RE 03: Rhein-Emscher-Express, Düsseldorf - Duisburg - Gelsenkirchen - Dortmund - Hamm
- RE 13: Maas-Wupper-Express, (Venlo - Mönchengladbach (K) -) Düsseldorf - Hagen - Hamm